# برز (آلمان)
برز (به آلمانی: Breese) یک شهر در آلمان است که در پریگنیتس واقع شده‌است. برز ۱٬۶۲۴ نفر جمعیت دارد.